# Deniz Aytekin
Deniz Aytekin (Neurenberg, 21 juli 1978) is een Duits-Turks voetbalscheidsrechter. Hij was in dienst van FIFA en UEFA tussen 2011 en 2022. Ook leidt hij sinds 2008 wedstrijden in de Bundesliga.
Op 27 september 2008 leidde Aytekin zijn eerste wedstrijd in de Duitse nationale competitie. Tijdens het duel tussen Hertha BSC en Energie Cottbus (0–1 voor de bezoekers) trok de leidsman viermaal de gele kaart. In Europees verband debuteerde hij tijdens een wedstrijd tussen RNK Split en NK Domžale in de voorronde van de UEFA Europa League; het eindigde in 3–1 voor Split en Aytekin trok viermaal een gele kaart. Zijn eerste interland floot hij op 11 september 2012, toen Bosnië en Herzegovina met 4–1 won van Letland. Tijdens dit duel deelde Aytekin twee gele kaarten uit. Een EK-kwalificatiewedstrijd in maart 2015 tussen Montenegro en Rusland werd gestaakt door Aytekin, nadat hij het spel tweemaal stil had moeten leggen. De Russische doelman Igor Akinfejev werd in de eerste minuut geraakt door een vuurpijl; vervolgens ontstond na een uur speeltijd onrust op de tribunes na een door Roman Sjirokov gemiste strafschop.

## Interlands
| Datum             | Plaats                        | Wedstrijd                 | Uitslag | Competitie             | Kreeg geel | Kreeg voor de tweede keer geel en dus rood | Weggestuurd |
| ----------------- | ----------------------------- | ------------------------- | ------- | ---------------------- | ---------- | ------------------------------------------ | ----------- |
| 11 september 2012 | Zenica, Bosnië en Herzegovina | Bosnië en Her. – Letland  | 4 – 1   | WK 2014 kwalificatie   | 2          | 0                                          | 0           |
| 22 maart 2013     | Skopje, Macedonië             | Macedonië – België        | 0 – 2   | WK 2014 kwalificatie   | 5          | 0                                          | 0           |
| 14 augustus 2013  | Bazel, Zwitserland            | Zwitserland – Brazilië    | 1 – 0   | Vriendschappelijk      | 5          | 0                                          | 0           |
| 11 oktober 2013   | Piraeus, Griekenland          | Griekenland – Slowakije   | 1 – 0   | WK 2014 kwalificatie   | 7          | 0                                          | 1           |
| 5 maart 2014      | Klagenfurt, Oostenrijk        | Oostenrijk – Uruguay      | 1 – 1   | Vriendschappelijk      | 5          | 0                                          | 0           |
| 7 september 2014  | Boedapest, Hongarije          | Hongarije – Noord-Ierland | 1 – 2   | EK 2016 kwalificatie   | 2          | 0                                          | 0           |
| 27 maart 2015     | Podgorica, Montenegro         | Montenegro – Rusland      | 0 – 3   | EK 2016 kwalificatie   | 4          | 0                                          | 0           |
| 6 september 2015  | Riga, Letland                 | Letland – Tsjechië        | 1 – 2   | EK 2016 kwalificatie   | 2          | 0                                          | 0           |
| 24 maart 2016     | Udine, Italië                 | Italië – Spanje           | 1 – 1   | Vriendschappelijk      | 4          | 0                                          | 0           |
| 22 mei 2016       | Manchester, Engeland          | Engeland – Turkije        | 2 – 1   | Vriendschappelijk      | 3          | 0                                          | 0           |
| 11 oktober 2016   | Ljubljana, Slovenië           | Slovenië – Engeland       | 0 – 0   | WK 2018 kwalificatie   | 7          | 0                                          | 0           |
| 12 november 2016  | Elbasan, Albanië              | Albanië – Israël          | 0 – 3   | WK 2018 kwalificatie   | 5          | 0                                          | 2           |
| 8 oktober 2017    | Kopenhagen, Denemarken        | Denemarken – Roemenië     | 1 – 1   | WK 2018 kwalificatie   | 5          | 1                                          | 0           |
| 27 maart 2018     | Londen, Engeland              | Engeland – Italië         | 1 – 1   | Vriendschappelijk      | 3          | 0                                          | 0           |
| 9 september 2018  | Aarhus, Denemarken            | Denemarken – Wales        | 2 – 0   | Nations League 2018/19 | 3          | 0                                          | 0           |
| 5 september 2019  | Boekarest, Roemenië           | Roemenië – Spanje         | 1 – 2   | EK 2020 kwalificatie   | 4          | 0                                          | 1           |
| 16 november 2019  | Bakoe, Azerbeidzjan           | Azerbeidzjan – Wales      | 0 – 2   | EK 2020 kwalificatie   | 8          | 0                                          | 0           |
| 28 maart 2021     | Tel Aviv, Israël              | Israël – Schotland        | 1 – 1   | WK 2022 kwalificatie   | 2          | 0                                          | 0           |
| 6 juni 2021       | Brussel, België               | België – Kroatië          | 1 – 0   | Vriendschappelijk      | 0          | 0                                          | 0           |
| 7 september 2021  | Décines-Charpieu, Frankrijk   | Frankrijk – Finland       | 2 – 0   | WK 2022 kwalificatie   | 2          | 0                                          | 0           |
| 8 oktober 2021    | Praag, Tsjechië               | Tsjechië – Wales          | 2 – 2   | WK 2022 kwalificatie   | 5          | 0                                          | 0           |
| 11 november 2021  | Attard, Malta                 | Malta – Kroatië           | 1 – 7   | WK 2022 kwalificatie   | 1          | 0                                          | 0           |
| 25 maart 2022     | Serravalle, San Marino        | San Marino – Litouwen     | 1 – 2   | Vriendschappelijk      | 2          | 0                                          | 0           |